# Viên Hạo
Viên Hạo (tiếng Trung: 袁昊, phiên âm: Yuan Hao, tiếng Hàn: 위안 하오, sinh ngày 10 tháng 10 năm 1996) là một diễn viên, người mẫu, bắt đầu sự nghiệp từ 10/2015 với "Liên minh anh hùng mười nước". Được biết đến với vai chính trong bộ web-drama ăn khách tại thị trường Trung Quốc Nhất Dạ Tân Nương.

## Tiểu sử
Viên Hạo tốt nghiệp Học viện Điện ảnh Bắc Kinh khoá 2015 khoa Biểu diễn.
Viên Hạo sinh tại Bắc Kinh, nhưng từ nhỏ cho đến cấp 3 luôn sống tại Hàng Châu. Năm cấp 3, Viên Hạo được một nhãn hiệu thời trang mời làm người mẫu đại diện đồ hoạ. Sau khi tốt nghiệp cấp 3, vốn dự định nghe theo gia đình ra nước ngoài du học, nhưng do cơ duyên xảo hợp nên báo danh vào Học viện Điện ảnh Bắc Kinh và thi đậu khoa Biểu diễn.